# Xã Green Valley, Quận Becker, Minnesota
Xã Green Valley (tiếng Anh: Green Valley Township) là một xã thuộc quận Becker, tiểu bang Minnesota, Hoa Kỳ. Năm 2010, dân số của xã này là 376 người.